# عازب وثلاث عوانس (مسرحية)
عازب وثلاث عوانس هي مسرحية كوميدية مصرية من إنتاج سنة 1972، إخراج زغلول الصيفي، وإخراج تلفزيوني لكمال الشامي، وتأليف يس نديم، وعزت الحريري، ومن بطولة صلاح ذو الفقار، رجاء حسين، ونعيمة وصفي، وملك الجمل.

## ملخص القصة
تدور الأحداث حول ثلاث شقيقات عوانس يبحثن عن الزواج ثم يحضر ابن عمهم وتتوالي الأحداث.

## طاقم التمثيل
- صلاح ذو الفقار
- رجاء حسين
- نعيمة وصفي
- ملك الجمل
- ليلى فهمي
- سناء يونس
- وحيد سيف
- محمود القلعاوي
- ناهد حسين
- أحمد زكي يكن

## وصلات خارجية
- عازب وثلاث عوانس على موقع قاعدة بيانات الأفلام العربية